# Frango-de-água-azul
Frango-de-água-azul (nome científico: Porphyrio martinica) é uma espécie de ave aquática da família dos ralídeos. Ocorre no continente americano do sul dos Estados Unidos ao norte da Argentina.